# Johannes Petrus Minckeleers

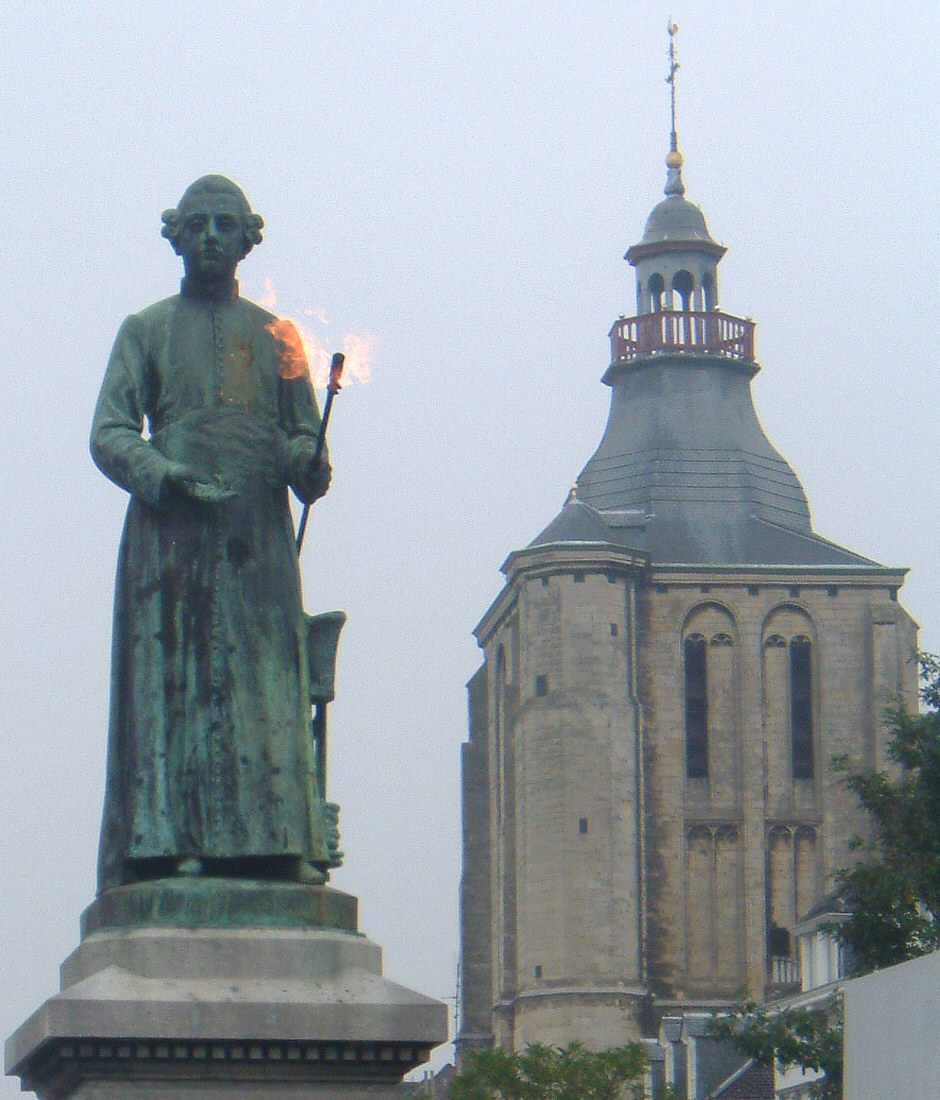
Minckeleersstatue mit der „ewig brennenden Flamme“, Maastricht

Johannes Petrus Minckeleers oder auch Minckelers, Minckelaers und als Vornamen Jan Pieter, (* 2. Dezember 1748 in Maastricht; † 4. Juli 1824 in Maastricht) war ein niederländischer Wissenschaftler und Erfinder. Er gilt als Entdecker des Stadt- bzw. Leuchtgases sowie als Erfinder der Gaslampe.

## Leben
Minckeleers stammte aus einer Familie von Apothekern. Er studierte an der Universität Löwen Theologie. Er wurde zum Diakon geweiht, entschied sich aber, an der Universität Philosophie zu unterrichten. Dort wurde er Professor für Naturkunde und enger Mitarbeiter des Naturforscher Jan Frans Thijsbaert (1736–1825).
Dabei entdeckte er, dass beim Erhitzen von Steinkohle unter Ausschluss von Sauerstoff ein Gas freigesetzt wird, das leichter ist als Luft. Statt Kohle experimentierte er auch mit Holz und Torf. Dieses beschreibt er erstmals in einer Publikation 1784 (Mémoires sur l’air inflammable tiré de differentes substances). Das von ihm entdeckte Leuchtgas wurde anfänglich als Traggas in Gasballons eingesetzt (Motivation für die Erfindung war ein leichtes Gas für die Ballons der Gebrüder Montgolfier). Das brennbare Gas wurde vor allem als Lichtquelle verwendet. Minckeleers selbst verwendete es 1785 zur Beleuchtung seines Hörsaals. Er kehrte 1789 nach Maastricht zurück und wurde Dozent an den Écoles Centrales. 1854 wurden in Maastricht die ersten Gasleitungen verlegt, um damit die Straßenbeleuchtung zu versorgen. 
Er fand auch eine Methode, Leuchtgas mit Kalk zu reinigen.
Auf dem Markt zwischen der St.-Matthias-Kirche und dem Rathaus ist Minckeleers als Statue mit der „ewig brennenden Flamme“ dargestellt. Die Statue wurde von Bart van Hove entworfen und am 10. Juli 1904 eingeweiht. Nach einer Restaurierung im Jahre 2006 wurde die Statue in die Nähe der Boschstraße, zwanzig Meter südlich von ihrem ursprünglichen Platz, wieder aufgestellt. Auch in Heverlee steht eine Statue von Minckeleers in der Nähe eines Gebäudes für Angewandte Wissenschaften der Katholieke Universiteit Leuven. Im Zentrum der Stadt Löwen ist eine Straße nach ihm benannt.
Eine Studentenvereinigung der Fakultät für Chemieingenieurwesen der Technischen Universität Eindhoven heißt „T.S.V Jan Pieter Minckelers“, Spitzname „Japie“.